# Yoxford
Yoxford är en by och en civil parish i distriktet East Suffolk, Suffolk, England. Civil parish har 695 invånare (2001).